# Pamiętniki Tatusia Muminka
Pamiętniki Tatusia Muminka – trzecia powieść z serii o Muminkach autorstwa Tove Jansson, opublikowana w 1950 roku.
Pamiętniki... to bildungsroman, w którym główny bohater przebywa drogę od sierocińca dla muminków-podrzutków do spotkania swej przyszłej żony podczas jesiennego sztormu. Choć się rozwija, zachowuje swoją zasadniczą tożsamość, „bardzo specjalnego Muminka”, inteligentnego, niezwykłego i znaczącego. W jego opowieści o przygodach trzech tatusiów (oprócz niego samego także Joka i Wiercipiętka, ojców Włóczykija i Ryjka, bohaterów innych książek cyklu) on sam odgrywa rolę kluczową i centralną, podkreślając swoją wyjątkowość, która zaznaczała się od najmłodszych lat. Centralną rolę Tatusia podkreślała też okładka pierwszego wydania, przedstawiająca go w sposób portretowy, pozującego jak do fotografii, z jedną łapką opartą na kolumnie, otoczonego kwietną girlandą, w którą wplecione są małe rysunki innych bohaterów książki (ilustracja dostępna tutaj).
Wzorem dla Pamiętników... była autobiografia Benvenuto Celliniego i Tatuś Muminka, podobnie jak Cellini, pozwala sobie na „lekkie ubarwienie” lub „podkreślenie” swoich przygód i ich wagi, tworząc rzeczywistość pisarską. Jest to ze strony Jansson zabieg parodystyczny, przez który nawiązuje ona do Celliniego, ale też do tradycji pamiętnikopisarstwa szwedzko-fińskiego, w której znacząca postać w chwili kryzysu zatrzymywała się, by zwrócić się do piękniejszej przeszłości i ją opisać (w przypadku Tatusia Muminka kryzysem tym jest silne przeziębienie, które złapał pewnego lata).
Autorka włożyła dużo pracy w powieść: zachowały się trzy różne, kompletne manuskrypty, a pierwsze wydanie zostało zmienione i przepisane, stąd istnieją trzy opublikowane wersje, odpowiednio z lat 1950, 1956 i 1968. Manuskrypt nosił tytuł Burzliwa młodość Tatusia Muminka: Pamiętniki, ale wydawcy uznali, że „pamiętniki” brzmią zbyt poważnie jak na książkę dla dzieci i zmienili tytuł na Wyczyny Tatusia Muminka. Dopiero w wydaniu z 1968 Jansson nadała książce tytuł Muminpappans memoarer, czyli Pamiętniki Tatusia Muminka. Autorka wykonała też 45 ilustracji do książki, w tym kilka eksperymentalną dla niej techniką odskrobywania białego rysunku na czarnym papierze, co dawało bardzo mroczne efekty – technikę tę szeroko wykorzystała następnie do ilustrowania Zimy w Dolinie Muminków. Inną cechą, która odróżnia Pamiętniki do większości książek z cyklu, jest brak mapy na frontyspisie, zastąpionej portretem autora, tj. Tatusia Muminka (książka zawiera niewielką mapkę wyspy na początku rozdziału 6., ale ma ona charakter bardziej pastiszu, niż użytecznego dzieła kartograficznego; jej pastiszowy charakter pasuje do stylistyki całej powieści).
W Polsce książka ukazała się jako druga, w 1978 roku, po Komecie nad Doliną Muminków z 1977 roku, a przed stanowiącą drugi tom cyklu książką W Dolinie Muminków. Pamiętniki... były wielokrotnie wznawiane (12 wydań do 2011 roku), a ich wydanie z 1989 roku miało prawdopodobnie najwyższy nakład w historii polskich przekładów cyklu: 100 tysięcy egzemplarzy. W tym samym roku opublikowano też wersję na kasetach magnetofonowych, przygotowaną przez Polski Związek Niewidomych.